# Fight for This Love
„Fight for This Love” este un cântec al interpretei britanice Cheryl Cole. Înregistrarea reprezintă discul de debut în cariera independentă a artistei și primul produs discografic comercializat de solistă în afara grupului în care a activat timp de aproximativ șase ani, Girls Aloud. Compoziția a fost produsă de Steve Kipner și Wayne Wilkins și inclusă pe albumul de debut al lui Cole, 3 Words. Piesa a avut premiera în Anglia pe data de 7 septembrie 2009 și a fost distribuită lanțurilor de magazine începând cu luna octombrie a aceluiași an.
Materialul promoțional realizat pentru înregistrare, a fost regizat de Ray Kay și a fost filmat în prima parte a lunii septembrie 2009, având premiera pe postul de televiziune britanic ITV1. „Fight for This Love” a primit atât recenzii pozitive, cât și critici, însă a obținut și o nominalizare la Premiile BRIT (la categoria „Cel mai bun single britanic”), însă a fost devansat de șlagărul „Beat Again” al formației JLS. Cântecul a fost interpretat în timpul emisiunii-concurs The X Factor din Regatul Unit, lucru ce a facilitat avansarea piesei în clasamentele oficiale din acest teritoriu și regiunile învecinate.
Discul s-a comercializat în peste 134.000 de exemplare doar în prima zi de disponibilitate pe teritoriul britanic, vânzările totale acumulate de-a lungul primelor șapte zile însumând aproximativ 292.000 de unități. Acest aspect a determinat debutul pe cea mai înaltă treaptă a ierarhiei UK Singles Chart și poziționarea sa pe locul patru în lista celor mai bine vândute cântece ale anului 2009. „Fight for This Love” a fost lansat și în Europa continentală la începutul anului 2010, activând notabil într-o serie de clasamente muzicale.

## Informații generale
Înregistrarea a fost produsă de Wayne Wilkins, Steve Kipner și scrisă împreună cu Andre Merritt, pentru a fi inclusă pe materialul de debut în cariera independentă al lui Cole, 3 Words. Cântecul a fost lansat ca primul single al albumului, având premiera pe data de 7 septembrie 2009 la postul de radio britanic Radio 1, în timpul emisiunii Breakfast Show. La scurt timp de la prima debutul compoziției, aceasta a fost aclamată de Dannii Minogue, jurat al emisiunii The X Factor și de Alexandra Burke, câștigătoarea competiției din anul 2008. Piesa a fost lansată pe compact disc pe data de 19 octombrie 2009, prezentând și o înregistrare adițională, balada „Didn't I”, inclusă pe fața B. În timp ce această versiune a fost distribuită de marea majoritate a lanțurilor de magazine din Irlanda și Regatul Unit, website-ul Amazon comercializează o ediție distinctă, ce afișează compoziția „Just Let Me Go”, în locul lui „Didn't I”. „Just Let Me Go” a fost inclusă și pe fața B a discului single „Parachute”.
Cole a dezvăluit faptul că melodia demonstrativă a compoziției „Fight for This Love” i-a fost înmânată cu părțile vocale interpretate de o persoană de sex masculin, ea susținând faptul că „[în momentul audierii] îmi puteam asculta vocea cântând-o deja”, declarându-se mulțumită de înregistrare. De asemenea, artista a afirmat că „a știut imediat faptul că va fi un single”, fiind capabilă totodată să se „identifice cu cântecul”. Tabloidele britanice au acuzat-o pe Cole de faptul că a furat melodia compoziției „Lil Star”, a solistei americane Kelis, însă acest lucru a fost dezmințit de reprezentanții artistei. Alte surse au acuzat asemănări cu piesa „All My Life”, aparținând formației K-Ci and Jojo.
„Fight for This Love” este un cântec pop, cu influențe de muzică rhythm and blues și house, scris în tonalitatea Mi minor, având la bază măsura de trei pătrimi. Ritmul melodiei vocale conține doar câteva sincope și nu prezintă secțiuni instrumentale lungi. De asemenea, sunt folosite și armonii vocale.

## Recenzii
David Balls de la Digital Spy a oferit discului trei puncte dintr-un total de cinci, afirmând despre cântec faptul că „nu este nemaipomenit și vocea lui Cole nu este extrem de puternică, dar mulțumită unui anumit farmec subînțeles și cu o mare expunere [la] X Factor, [piesa] ar trebui să îi aducă [artistei] cariera independentă la un start câștigător”. Fraser McAlpine de la BBC a oferit compoziției două stele dintr-un total de cinci, apreciind totuși faptul că „a făcut un efort pentru a înregistra ceva ce sună diferit de lucrurile pe care le realiza în cu Girls Aloud și drept rezultat acest cântec independent este un hibrid pop/dance/R&B interesant, care de fapt și se potrivește destul de bine, [...]. Este păcat totuși că nu este mai puternic”. Editorii de la CBBC au oferit o recenzie favorabilă înregistrări, afirmând despre stilul abordat de solistă faptul că „este pop dar cu un beat dance care te va determina să dansezi în jurul camerei”, continuând: „refrenul este ușor de reținut și ți se strecoră în cap. Dar restul cântecului poate deveni ușor de uitat și cu siguranță nu este la fel de memorabil precum piesele lui Cheryl din [perioada] Girls Aloud”. De asemenea, PopJustice a felicitat „Fight for This Love”, declarând că „este unul dintre acele cântece pe care le poți avea pe repeat pentru o oră și jumătate fără să te plictisești [de el]”. Ruth Harrison de la Female First este de părere că înregistrarea „o va trimite pe drumul spre celebritate la nivel mondial”. Într-o recenzia negativă a materialului de proveniență, Lauren Murphy, de la Entertainment Ireland, a fost de părere că „[albumul] nu este un eșec total, primul single, «Fight for this Love» este aproape exasperant de molipsitorși unul dintre puținele cântece cu factorul «reluare»”.
„Fight for This Love” a fost nominalizat la un premiu BRIT în anul 2010, la categoria „Cel mai bun single britanic”, însă a pierdut trofeul în favoarea șlagărului „Beat Again”, al formației JLS.

## Promovare
Prima interpretare live a cântecului s-a materializat pe data de 18 octombrie 2009, Cole prezentându-l în timpul emisiunii britanice The X Factor, în care aceasta deține rolul de jurat al competiției. În timpul interpretării, solista a abordat o ținută cu temă militară, dansatorii săi adoptând obiecte vestimentare asemănătoare. Aceasta a fost și pentru prima dată când artista a prezentat un cântec fără suportul colegelor sale din Girls Aloud din anul 2002, când participase la concursul Popstars: The Rivals. Inițial, au existat speculații conform cărora Cole ar fi urmat să își înregistreze interpretarea înaintea emisiunii, dar aceasta a declarat faptul că a prezentat compoziția live, cu ajutorul un porțiuni vocale înregistrate anterior. Acest episod al concursului The X Factor, care a inclus și o interpretare din parte lui Whitney Houston — ce prezentase compoziția „Million Dollar Bill” — s-a bucurat de cele mai mari audiențe din întreaga sa istorie. Cu toate acestea, recordul a fost depășit în săptămâna următoare. Spectacolul susținut de Cole a fost ulterior parodiat de Rufus Hound în timpul emisiunii BBC's Let's Dance for Sport Relief. O altă interpretare notabilă a fost găzduită de postul de televiziune T4 pe data de 25 octombrie 2009.
O altă apariție notabilă a solistei a fost consemnată în timpul evenimentului Children in Need Rocks the Royal Albert Hall, ce a fost utilizat ca parte a teledonului Children in Need. Solista a abordat obiecte vestimentare similare cu cele din timpul concursului The X Factor, făcând uz de aceeași temă militară. În timpul aceluiași spectacol, Cole a revenit pe scenă pentru a interpreta cântecul „Set the Fire to the Third Bar” cu Gary Lightbody de la formația Snow Patrol, Daily Telegraph felicitând prezentarea artistei. În timpul emisiunii Cheryl Cole's Night In, ce o avea ca subiect central pe solistă, aceasta a interpretat atât șlagărul „Fight for This Love”, cât și viitoarele sale două extrase pe single de pe album, „3 Words” și „Parachute”. Printre invitați s-au numărat și Alexandra Burke, Rihanna sau Will Young. Programul s-a bucurat de un număr important de telespectatori, fiind urmărit de aproximativ cinci milioane de persoane. Pentru a-și promova muzica și în afara Irlandei și Regatului Unit, Cole a luat parte la spectacolul DLD Starnight, din München, Germania, unde au fost prezentate aceleași trei cântece.
„Fight for This Love” a fost interpretat și în cadrul galei Premiilor BRIT, unde primise o nominalizare la categoria „Cel mai bun single britanic”. Prezentarea a debutat odată cu momentul în care solista a fost „catapultată” pe scenă în compania dansatorilor săi. În prima parte a spectacolului, Cole a afișat o ținută compusă din ochelari de aviator și trenci alb împodobit cu material de culoare aurie, în timp ce în a doua jumătate adoptase obiecte vestimentare negre. Alături de șlagărul lui Cole, au fost incluse porțiuni dintr-un remix al înregistrării „Show Me Love”, a lui Robin S.. Întrucât remixul includea o mostră din cântecul „Be”, interpretat de Rowetta Satchell, aceasta a declarat faptul că va organiza o acțiune legală, întrucât o cântăreață necunoscută a apărut pe scenă în timpul segmentului său vocal. Această prezentare a compoziției „Fight for This Love” a făcut obiectul unor îndelungi articole de presă din Regatul Unit, ce vizau atât interpretarea, cât și o serie de aspecte din viața personală a artistei, referitoare la infidelitatea soțului său, Ashley Cole. De asemenea, în desfășurătorul evenimentului urma ca în locul solistei să fie difuzat un moment prezentat de Lady GaGa, însă s-a revenit asupra deciziei, Cole fiind cea ce a interpretat cântecul la o oră de maximă audiență.
Înregistrarea a fost prezentată și la versiunile locale ale spectacolului The X Factor, din Danemarca și Olanda, expunerea lui Cole din prima țară având drept efect plasarea cântecului pe locul întâi în ierarhia națională. Alte interpretări au fost susținute în cadrul emisiunilor Vivement Danche (Franța) și Skavlan (Norvegia).

## Ordinea pieselor pe disc
| Nr.                                                        | Titlul                    | Durată |
| ---------------------------------------------------------- | ------------------------- | ------ |
| Descărcare digitală distribuită în Irlanda și Regatul Unit |                           |        |
| 01.                                                        | „Fight for This Love” [A] | 3:44   |
| 02.                                                        | „Fight for This Love” [B] | 7:28   |
| Descărcare digitală distribuită în Europa                  |                           |        |
| 01.                                                        | „Fight for This Love” [A] | 3:44   |
| 02.                                                        | „Fight for This Love” [C] | 3:58   |
| Disc single distribuit în Regatul Unit[◊]                  |                           |        |
| 01.                                                        | „Fight for This Love” [A] | 3:44   |
| 02.                                                        | „Just Let Me Go” [D]      | 3:07   |
| Disc single distribuit în Regatul Unit                     |                           |        |
| 01.                                                        | „Fight for This Love” [A] | 3:44   |
| 02.                                                        | „Didn't I” [D]            | 3:45   |

| Nr.                                      | Titlul                      | Durată |
| ---------------------------------------- | --------------------------- | ------ |
| EP distribuit în Irlanda și Regatul Unit |                             |        |
| 01.                                      | „Fight for This Love” [E]   | 6:27   |
| 02.                                      | „Fight for This Love” [F]   | 5:42   |
| 03.                                      | „Fight for This Love” [G]   | 5:01   |
| 04.                                      | „Fight for This Love” [H]   | 3:42   |
| 05.                                      | „Fight for This Love” [C]   | 4:00   |
| EP distribuit în Europa                  |                             |        |
| 01.                                      | „Fight for This Love” [A]   | 3:44   |
| 02.                                      | „Fight for This Love” [E]   | 6:26   |
| 03.                                      | „Fight for This Love” [F]   | 5:42   |
| 04.                                      | „Fight for This Love” [III] | 5:26   |
| 05.                                      | „Fight for This Love” [H]   | 3:42   |

Specificații
- ◊ ^ „Just Let Me Go” este distribuit doar pe CD-uril comercializate de Amazon.com, celelate lanțuri de magazine incluzând pe discul single compoziția „Didn't I”.

| - A ^ Versiunea de pe albumul de proveniență, 3 Words. - B ^ Remix „Moto Blanco Club Mix”. - C ^ Remix „Crazy Cousinz Radio Edit”. - D ^ Cântec aflat pe fața B a discului single. - E ^ Remix „Cahill Club Mix”. | - F ^ Remix „Crazy Cousinz Club Mix”. - G ^ Remix „Sunship Old Skool UK Garage Remix”. - H ^ Remix „Moto Blanco Radio Edit”. - III ^ Remix „Crazy Cousinz Dub”. |

## Videoclip
Scurtmetrajul a fost regizat de Ray Kay, care a lucrat anterior cu artiști precum Ciara, Jordin Sparks, Lady GaGa sau Shontelle și filmat în Londra, Anglia, la începutul lunii septembrie a anului 2009. Premiera videoclipului a avut loc la postul de televiziune ITV1 pe data de 20 septembrie 2009, la ora 12:15. Regizorul s-a declarat mulțumit de realizarea materialului promoțional, afirmând: „Filmările au decurs foarte bine, iar Cheryl este o persoană fantastică cu care să lucrezi. [...] Am un sentiment puternic [care îmi spune] că acesta va fi un cântec clasat pe locul 1 în Anglia pentru Cheryl!”.
Videoclipul începe cu prezentarea lui Cole în fața unui fundal alb, fiind însoțită de un grup de dansatori cu care urmează să realizeze o serie de coregrafii. La scurt timp, solista este afișată în fața unui nou fundal, negru, prezența sa fiind totodată multiplicată digital. Pe durata întregului scurtmetraj, Cole realizează un ansamblu de coregrafii și este expusă în fața unor fonduri, în vecinătatea cărora sunt introduse digital o serie de efecte adiționale. O parte dintre obiectele vestimentare folosite în materialul promoțional pentru „Fight for This Love” poartă semnătura unor creatori de modă precum Alexander McQueen sau Pierre Balmain.

## Prezența în clasamente
La doar o zi de la lansarea sa în Regatul Unit, „Fight for This Love” s-a comercializat în peste 134.000 de exemplare, până la sfârșitul săptămânii fiind înregistrate vânzări de peste 292.000 de copii. Succesul piesei lui Cole a fost confirmat anterior de cele 230.000 de unități comercializate în primele cinci zile, număr ce a eclipsat vânzările celui mai de cunoscut single al artistei, „Sound of the Underground”, promovat în perioada Girls Aloud. Simultan, cântecul a obținut cele mai mari vânzări înregistrate în primele șapte zile dintre toate compozițiile promovate de-a lungul anului 2009, surclasând recordul anterior, doborât cu o săptămână înainte de Alexandra Burke și Flo Rida, prin intermediul discului single „Bad Boys”. „Fight for This Love” a devenit cel de-al patrulea cel mai cunoscut single al anului 2009 în Regatul Unit și s-a poziționat pe treapta cu numărul douăzeci și nouă în ierarhia celor mai bine vândute cântece ale anilor 2000'. Un succes similar a fost obținut și în Irlanda, unde cântecul a ocupat treapta cu numărul unu în cea de-a doua săptămână de activitate în clasament, în urma unui salt de doisprezece poziții. Cântecul a staționat în fruntea clasamentului timp de patru săptămâni consecutive, devansând șlagăre interpretate de JLS („Everybody in Love”), Leona Lewis („Happy”) sau Westlife („What About Now”). În ierarhia celor mai bine vândute cântece din acest teritoriu pe durata anului 2009, „Fight for This Love” s-a clasat pe locul al cincilea.
Compoziția a început a fi promovată și în Europa continentală odată cu debutul anului 2010. Înregistrarea s-a bucurat de succes major în cea mai mare parte a ierarhiilor europene, obținând clasări de top 10 într-o serie de țări. Odată cu prezentarea cântecului în cadrul versiunii locale a emisiunii The X Factor, înregistrarea a urcat pe locul întâi în Danemarca, în urma unui salt de șaisprezece poziții. Pentru vânzările înregistrate, piesa a primit un disc de aur în această regiune. „Fight for This Love” a ocupat treapta cu numărul unu și în țări precum Croația, Norvegia, Ungaria, în timp ce în Austria, Elveția, Germania, Olanda sau Suedia a obținut poziționări favorabile. Succesul din aceste teritorii a facilitat avansarea cântecului în ierarhia europeană (compilată de Billboard) și în cea mondială (prezentată de Media Traffic).

## Clasamente
| Țară (clasament)                   | Pozitia maxima | Referință |
| ---------------------------------- | -------------- | --------- |
| Australia (ARIA)                   | 54             | [ 93 ]    |
| Australia (ARIA — Dance Chart)     | 12             | [ 93 ]    |
| Austria (Ö3 Austria Top 40)        | 4              | [ 94 ]    |
| Belgia — Flandra (Ultratop)        | 13             | [ 94 ]    |
| Belgia — Valonia (Ultratop)        | 7              | [ 94 ]    |
| Bulgaria (APC Charts)              | 10             | [ 18 ]    |
| Cehia (IFPI)                       | 8              | [ 95 ]    |
| Croația (e!Hot)                    | 1              | [ 88 ]    |
| Danemarca (IFPI)                   | 1              | [ 63 ]    |
| Elveția (Media Control)            | 3              | [ 94 ]    |
| Elveția (Media Control — Difuzări) | 1              | [ 96 ]    |
| Europa (APC Charts)                | 7              | [ 97 ]    |
| Europa (Billboard)                 | 3              | [ 91 ]    |
| Franța (SNEP)                      | 7              | [ 94 ]    |
| Franța (SNEP — Descărcări)         | 6              | [ 98 ]    |
| Germania (Media Control)           | 4              | [ 99 ]    |
| Irlanda (IRMA)                     | 1              | [ 18 ]    |

| Țară (clasament)                      | Pozitia maxima | Referință |
| ------------------------------------- | -------------- | --------- |
| Irlanda (IRMA — Descărcări)           | 1              | [ 100 ]   |
| Italia (FIMI)                         | 5              | [ 94 ]    |
| Norvegia (VG Lista)                   | 1              | [ 89 ]    |
| Olanda (Dutch Top 40)                 | 2              | [ 18 ]    |
| Olanda (Dutch Mega Top 100)           | 5              | [ 94 ]    |
| Polonia (APC Charts)                  | 16             | [ 101 ]   |
| Regatul Unit (UK Singles Chart)       | 1              | [ 102 ]   |
| Regatul Unit (UK Download Chart)      | 1              | [ 103 ]   |
| România (Media Forest — «TV»)         | 5              | [ 104 ]   |
| România (Romania Airplay Top 100)     | 36             | [ 105 ]   |
| Rusia (Top Hit)                       | 6              | [ 106 ]   |
| Scoția (OCC — Scottish Singles Chart) | 1              | [ 107 ]   |
| Slovacia (IFPI)                       | 8              | [ 108 ]   |
| Spania (Promusicae)                   | 12             | [ 94 ]    |
| Suedia (Sverigetopplistan)            | 2              | [ 94 ]    |
| Ungaria (Mahasz)                      | 1              | [ 90 ]    |
| United World Chart (Media Traffic)    | 2              | [ 92 ]    |

Clasamente adiționale
| Clasamentul anului 2009 | Poziția maximă | Referință |
| ----------------------- | -------------- | --------- |
| Irlanda                 | 5              | [ 109 ]   |
| Regatul Unit            | 4              | [ 17 ]    |

| Clasamentul deceniului 2000 — 2009 | Poziția maximă | Referință |
| ---------------------------------- | -------------- | --------- |
| Regatul Unit                       | 29             | [ 81 ]    |

## Versiuni existente
| - „Fight for This Love” (versiunea de pe albumul de proveniență, 3 Words) - „Fight for This Love” (remix „Moto Blanco Club Mix”) - „Fight for This Love” (remix „Crazy Cousinz Radio Edit”) - „Fight for This Love” (remix „Cahill Club Mix”) | - „Fight for This Love” (remix „Crazy Cousinz Club Mix”) - „Fight for This Love” (remix „Sunship Old Skool UK Garage Remix”) - „Fight for This Love” (remix „Moto Blanco Radio Edit”) - „Fight for This Love” (remix „Crazy Cousinz Dub”) |

## Personal
- Sursa:[110]
- Voce: Cheryl Cole
- Producător(i): Steve Kipner și Wayne Wilkins
- Textier(i): Andre Merritt, Steve Kipner și Wayne Wilkins

## Datele lansărilor
| Țara         | Data lansării      | Casă de discuri     | Format              | Referințe   |
| ------------ | ------------------ | ------------------- | ------------------- | ----------- |
| Regatul Unit | 7 septembrie 2009  | Fascination Records | difuzare radio      | [ 1 ] [ 7 ] |
| Regatul Unit | 20 septembrie 2009 | Fascination Records | premieră videoclip  | [ 75 ]      |
| Irlanda      | 15 octombrie 2009  | Polydor Records     | descărcare digitală | [ 70 ]      |
| Mexic        | 18 octombrie 2009  | Universal Records   | descărcare digitală | [ 111 ]     |
| Olanda       | 18 octombrie 2009  | Universal Records   | descărcare digitală | [ 112 ]     |
| Regatul Unit | 18 octombrie 2009  | Fascination Records | descărcare digitală | [ 67 ]      |
| Suedia       | 18 octombrie 2009  | Universal Records   | descărcare digitală | [ 113 ]     |
| Regatul Unit | 19 octombrie 2009  | Fascination Records | disc single         | [ 2 ] [ 8 ] |
| Franța       | 18 decembrie 2009  | Universal Records   | descărcare digitală | [ 114 ]     |
| Belgia       | 8 februarie 2010   | Universal Records   | descărcare digitală | [ 115 ]     |
| Brazilia     | 8 februarie 2010   | Universal Records   | descărcare digitală | [ 116 ]     |
| Danemarca    | 8 februarie 2010   | Universal Records   | descărcare digitală | [ 117 ]     |
| Finlanda     | 8 februarie 2010   | Universal Records   | descărcare digitală | [ 118 ]     |
| Grecia       | 8 februarie 2010   | Universal Records   | descărcare digitală | [ 119 ]     |
| Luxemburg    | 8 februarie 2010   | Universal Records   | descărcare digitală | [ 120 ]     |
| Norvegia     | 8 februarie 2010   | Universal Records   | descărcare digitală | [ 121 ]     |
| Portugalia   | 8 februarie 2010   | Universal Records   | descărcare digitală | [ 122 ]     |
| Spania       | 8 februarie 2010   | Universal Records   | descărcare digitală | [ 123 ]     |
| Germania     | 12 februarie 2010  | Universal Records   | descărcare digitală | [ 124 ]     |
| Germania     | 26 februarie 2010  | Universal Records   | disc single         | [ 125 ]     |
| Italia       | 15 aprilie 2010    | Universal Records   | descărcare digitală | [ 126 ]     |

## Certificări și vânzări
| \| Țara/ clasament \| Vânzări/ puncte \| Certificare \| Referințe \| \| ------------------ \| --------------- \| ----------- \| ---------- \| \| Danemarca \| +15.000 \| \| [87] \| \| Elveția \| +15.000 \| \| [127] \| \| Regatul Unit \| +800.000 \| \| [128][129] \| \| United World Chart \| 1.161.000 \| — \| [130] \| | Note - reprezintă „disc de aur”; - reprezintă „disc de platină”; |             |                 |
| Țara/ clasament | Vânzări/ puncte                                                  | Certificare | Referințe       |
| Danemarca | +15.000                                                          |             | [ 87 ]          |
| Elveția | +15.000                                                          |             | [ 127 ]         |
| Regatul Unit | +800.000                                                         |             | [ 128 ] [ 129 ] |
| United World Chart | 1.161.000                                                        | —           | [ 130 ]         |